# Pałac w Ręszowie
Pałac w Ręszowie – zabytkowy pałac w Ręszowie – wsi w Polsce, w województwie dolnośląskim, w powiecie lubińskim, w gminie Ścinawa. Zespół pałacowy znajduje się w środkowej części wsi, po południowej stronie drogi.

## Historia
Obiekt wybudowany w 1787 na miejscu dworu rodziny von Nostitz. Najstarszą część pałacu stanowi późnorenesansowe skrzydło wschodnie, pierwotny dwór, wzniesiony prawdopodobnie na przełomie XVI i XVII w. W czasie wojny trzydziestoletniej przez krótki czas był on siedzibą króla szwedzkiego Gustawa II Adolfa. W końcu XVII w. należał do grona okazałych rezydencji na ziemi ścinawskiej. W 1715 majątek zakupił baron von Hochberg auf Plagwitz, który sprzedał go w 1759 Georgowi Sigismundowi von Unruh, ten w 1765 baronowi von Nostitz. W 1768  von Unruh odkupił posiadłość  i przystąpił w 1787 do znacznej przebudowy. Dobra w jego posiadaniu pozostały do 1794. Po jego śmierci majątek wielokrotnie zmieniał właścicieli. Budynek pałacu modernizowany był w 1912 oraz w latach 30. XX w. przez Heinricha Oswalda von Sprenger, w którego posiadaniu pozostawał od 1931.

## Opis

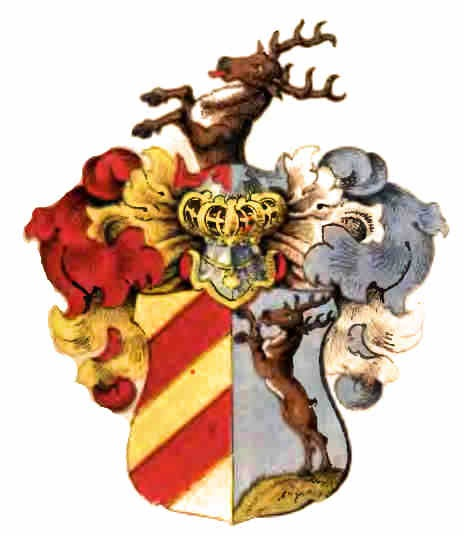
Herb von Sprenge

Obecna piętrowa budowla jest trójskrzydłowa, zbudowana na planie podkowy. Korpus, czyli skrzydło środkowe kryte jest wysokim dachem dwuspadowym, boczne, wysunięte do przodu wysokimi dachami czterospadowymi. Przed korpusem parterowy murowany ganek z tarasem i dwukolumnowym portykiem z dwoma kolumnami zwieńczony trójkątnym frontonem. W portyku główne wejście, nad którym znajduje się kartusz z herbem von Sprenger. Po drugiej stronie budynku, przed elewacją ogrodową jest obszerny taras.  Przed fasadą pałacu znajduje się podjazd, na dziedzińcu okrągła sadzawka. 
Obiekt jest częścią zespołu pałacowego, w skład którego wchodzi jeszcze park – ogród. Być może teren na wschód od dworu był wykorzystywany jako ogród już w końcu XVII w. Z końca XVIII w. pochodzi, obecnie zaniedbane, założenie ogrodowe. Obejmowało ono zbliżony do prostokąta teren przylegający do rezydencji od wschodu. Granicę założenia wyznaczały od północy droga, od południa potok. W końcu XIX w. starą drogę folwarczną prowadzącą od południa obsadzono aleją kasztanowców. Folwark składa się z dwóch zespołów zabudowy gospodarczej.